# Magín Morera
Magín Morera y Galicia (Lérida, 1853-Lérida, 1927) fue un escritor, jurista y político español, hermano del pintor Jaume Morera. De formación cosmopolita, residió en Lérida, Barcelona, Madrid e Inglaterra.

## Biografía
Nacido el 6 de agosto de 1853 en Lérida, estudió Derecho en la Universidad Central de Madrid, donde conoció a Ramón de Campoamor. Ejerció después la abogacía en su ciudad natal, donde fue decano del Colegio de Abogados. Jurisconsulto y hombre de letras, fue un reconocido criminalista. Fue hermano del pintor Jaime Morera y Galicia (Lérida, 1854-Madrid, 1927).
Inicialmente militó en el Partido Liberal, influido por el regeneracionismo. Con los liberales fue alcalde de Lérida y diputado provincial. Más adelante se unió a la Lliga Regionalista, partido con el que fue diputado al Congreso por Barcelona en las elecciones generales de 1916, 1918, 1919, 1920 y 1923. En este periodo participó en la Asamblea de Parlamentarios y en los debates a favor de la autonomía de Cataluña y de la cooficialidad del catalán (1918).

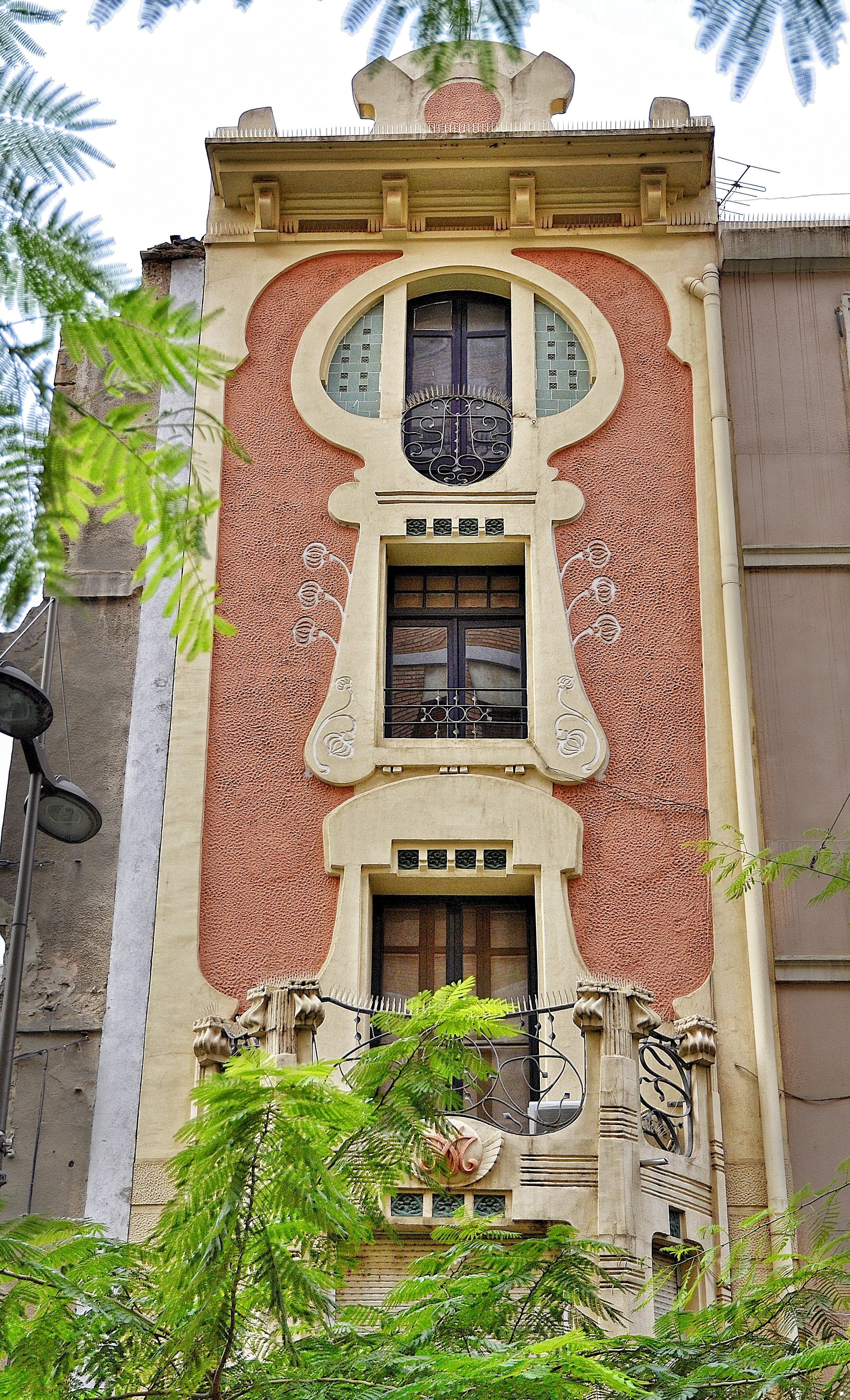
Casa de Morera en la avenida Blondel de Lérida

Se lo conoce también por haber sido diputado provincial por diversos distritos rurales de la provincia de Lérida. Colaborador de publicaciones periódicas como La Ilustración Española y Americana, Hispania (1903) y La Ilustració Catalana (1904), además de traductor de textos de Shakespeare al catalán, falleció en Lérida el 5 de mayo de 1927.

## Obras

### Poesía en castellano
- Carnet de ensayos (1878)
- Encantos y desencantos (1891)
- Poesías (1895)
- De mi Viña. Barcelona: Editor Juan Gili, 1901. Vol. 22, Colección Elzevir Ilustrada.
- El candil del loco (1905)

### Poesía en catalán
- Hores lluminoses
- Cireres (1924)
- Nou i vell (1927)
- Poesies completes (1929)